# Szítia repülőtér
A Szítia repülőtér (IATA: JSH, ICAO: LGST) Görögország egyik nemzetközi repülőtere, amely Kréta szigetén, Széteia közelében található. Éves utasforgalma 22 692 fő (2022). Üzemeltetője a Hellenic Civil Aviation Authority.

## Futópályák
A repülőtér futópályái:
- 05/23 (2074 m, 45 m, aszfalt)

## Forgalom
Az utasforgalom az elmúlt években az alábbi módon változott:
| Utasok száma | 35 962 | 3487 | 27 836 | 20 903 | 31 856 | 61 582 | 47 342 | 19 670 | 17 158 | 22 692 |
|              | 2013   | 2014 | 2015   | 2016   | 2017   | 2018   | 2019   | 2020   | 2021   | 2022   |

## Légitársaságok és úticélok
2025-ben a Szítia repülőtérről az alábbi járatok indulnak (Utoljára frissítve: 2025-02-9):
| Légitársaság                    | Célállomások                     |
| ------------------------------- | -------------------------------- |
| Braathens International Airways | Szezonális charter: Koppenhága   |
| Olympic Air                     | Athens, Karpathos, Kasos, Rhodes |
| Scandinavian Airlines           | Szezonális charter: Koppenhága   |
| Sky Express                     | Alexandroupoli, Preveza/Lefkada  |